# 220 a.C.

## Eventos
- Irrompe a Segunda Guerra Ilírica.
- Marco Valério Levino e Quinto Múcio Cévola, cônsules romanos. Forçados a abdicar provavelmente por motivos políticos, Lúcio Vetúrio Filão e Quinto Lutácio Cátulo são eleitos cônsules sufectos.
- 140a olimpíada: Zópiro de Siracusa, vencedor do estádio.[1]